# Curious corn
Curious corn is een studioalbum van Ozric Tentacles. Het is het eerste album dat niet werd uitgegeven onder licentie van hun eigen platenlabel Dovetail, maar direct bij Snapper Music. Het betekende tevens de terugkeer van 'Erp', een soort sprookjesfiguur/mascotte uit de begintijd van de band, op de binnenhoes.

## Musici
- Ed Wynne – gitaar, synthesizers
- Christopher "Seaweed" Lennox-Smith – synthesizers, strings
- Zia Geelani – basgitaar
- John Egan – dwarsfluit, ney (muziekinstrument), banguri
- Conrad "Rad" Prince – slagwerk

## Muziek
| Nr. | Titel                          | Duur  |
| --- | ------------------------------ | ----- |
| 1.  | Spyroid (Geelani, Wynne)       | 3:47  |
| 2.  | Oolite grove (Ozric Tentacles) | 5:57  |
| 3.  | Afroclonk (Ozric Tentacles)    | 8:06  |
| 4.  | Curious corn (Ozric Tentacles) | 10:56 |
| 5.  | Oddenitty (Prince, Wynne)      | 7:00  |
| 6.  | Papyrus (Egan, Wynne)          | 5:32  |
| 7.  | Meander (Ozric Tentacles)      | 5:12  |